# زن زیادی (فیلم)
زن زیادی فیلمی به کارگردانی و نویسندگی تهمینه میلانی و تهیه‌کنندگی محمد نیک‌بین محصول سال ۱۳۸۳ ایران است که در تاریخ ۱۸ خرداد ۱۳۸۴ بر روی پرده سینما رفته است.

## داستان
سیما معلم است و همراه با فعالیت‌های جانبی دیگر با همکاری زنان محلی چرخ زندگی را به تنهایی می‌چرخاند. شوهرش احمد کار درست و حسابی ندارد و در عوض مدام در حال ولخرجی و عیاشی است. روزی احمد به سیما می‌گوید که یکی از دوستانش فوت کرده و او باید همسرش را به روستای زادگاهش ببرد. سیما سعی می‌کند همراه احمد برود اما احمد نمی‌پذیرد. تا این که وسط راه پلیس احمد و صبا را می‌گیرد و سیما برای رهاشدن آنها مجبور می‌شود ادعا کند که صبا خواهرزاده اش است. هر سه به مسیر ادامه می‌دهند تا آنکه جاده به دلیل بارندگی بسته می‌شود و همه مجبورند در هتلی بین راه، شب را سر کنند. در این میان معلوم می‌شود رحیم، معلم مدرسه شهر کوچک مجاور، همسرش را کشته. سیما نیمه شب سری به ماشین شان می‌زند که با رحیم مواجه می‌شود. چون با او که زنش را به خاطر خیانت کشته احساس همدلی می‌کند او را از دست پلیس نجات می‌دهد و قول می‌دهد که فردا دوباره سری به او بزند. فردا همراه با احمد و صبا به دنبال رحیم می‌آیند و بحثی بین همه شان درمی‌گیرد که معلوم می‌شود صبا زندگی بسیار سختی داشته و شوهرش او را می‌فروخته و او با دزدی و سرکیسه کردن مردها روزگار می‌گذرانده، احمد به او در مورد سیما دروغ گفته و می‌خواسته اغفالش کند. رحیم هم پیش از شنیدن حرف‌های زنش، او و پسرخاله اش را کشته، در حالی که واقعاً گناهکار نبوده‌اند. رحیم عصبانی می‌شود و از احمد می‌خواهد او را بکشد. با هم درگیر می‌شوند و رحیم با اسلحه خودش کشته می‌شود. دست آخر سیما و صبا بدون توجه به فریادهای احمد، با هم دور می‌شوند.

## بازیگران
- مریلا زارعی در نقش سیما
- امین حیایی در نقش احمد
- السا فیروزآذر در نقش صبا
- پارسا پیروزفر در نقش رحیم
- کیکاووس یاکیده در نقش پناهی

## جشنواره‌ها

### جشنواره فیلم فجر
فیلم زن زیادی در بیست و سومین دوره جشنواره فیلم فجر (۱۳۸۳) در سه بخش نقش اول مرد (امین حیایی)، بهترین جلوه‌های ویژه (داوود رسولیان) و نقش اول زن (مریلا زارعی) کاندید دریافت سیمرغ بلورین بود.

### جشن خانه سینما
این فیلم در نهمین دوره جشنواره جشن خانه سینما (۱۳۸۴) در چهار بخش بهترین جلوه‌های ویژه (داوود رسولیان)، نقش اول زن (مریلا زارعی)، بهترین موسیقی متن (امیر معینی) و بهترین صدابرداری (اسحاق خانزادی) کاندید دریافت جایزه بود.

### جشنواره فیلم هیوستن
فیلم زن زیادی در سیزدهمین دوره جشنواره بین‌المللی فیلم‌های ایرانی در موزه هنرهای زیبای هیوستن (آمریکا) در بخش مسابقه حضور داشت.

### جشنواره فیلم مونترال
زن زیادی در بیست و نهمین دوره جشنواره بین‌المللی فیلم مونترال کانادا (۱۳۸۴) با کارگردانی تهمینه میلانی شرکت کرده است.